# アメリカ大学協会
アメリカ大学協会（アメリカだいがくきょうかい、英: the Association of American Universities、AAU)は、高水準の学術研究と教育システムを維持するために設立された北米トップクラスの研究大学の組織。世界的な有名大学や研究大学を中心に、米国の公立大学と私立大学計69校とカナダの大学2校から構成される。会員資格は招待制のみであり、著名な大学が名を連ねている。

## 沿革
アメリカ大学協会は、1900年に 博士課程の強化と標準化を目指して、米国の博士号授与大学14校のグループによって設立された。現在、同協会の主要目的は、学術研究と学問、学部教育、大学院教育、専門的教育の高水準のプログラムを促進するために、全国横断的な方針の発展と履行について協議する場を設けることとなっている。同協会は2つの年次会合を開催している。春の会合はワシントンD.C.の本部で開催され、秋の会合は会員の大学で執り行われる。

## 会員

### 入会許可
アメリカ大学協会への入会は、会員の4分の3の賛成票による招待のみとなっている。招待は、研究と学部・大学院教育における大学のプログラムの広さと質の評価に基づいて定期的に実施される。

### 会員一覧
英語での表記順、カッコ内は入会年、創立メンバーは太字。

### 公立大学
- アリゾナ大学 (1985年)
- アリゾナ州立大学 (2023年)
- ニューヨーク州立大学バッファロー校 (1989年)
- ニューヨーク州立大学ストーニブルック校 (2001年)
- カリフォルニア大学バークレー校 (1900年)
- カリフォルニア大学デービス校 (1996年)
- カリフォルニア大学アーバイン校 (1996年)
- カリフォルニア大学ロサンゼルス校 (1974年)
- カリフォルニア大学サンディエゴ校 (1982年)
- カリフォルニア大学サンタバーバラ校 (1995年)
- カリフォルニア大学サンタクルーズ校 (2019年)
- カリフォルニア大学リバーサイド校 (2023年)
- コロラド大学ボルダー校 (1966年)
- フロリダ大学 (1985年)
- サウスフロリダ大学 (2023年)
- イリノイ大学アーバナ・シャンペーン校 (1908年)
- インディアナ大学ブルーミントン校 (1909年)
- アイオワ大学 (1909年)
- カンザス大学 (1909年)
- メリーランド大学カレッジパーク校 (1969年)
- ミシガン大学アナーバー校 (1900年)
- ミシガン州立大学 (1964年)
- ミネソタ大学ツインシティー校 (1908年)
- ミズーリ大学コロンビア校 (1908年)
- ラトガース大学 (1989年)
- ノースカロライナ大学チャペルヒル校 (1922年)
- オハイオ州立大学 (1916年)
- オレゴン大学 (1969年
- ペンシルベニア州立大学 (1958年)
- ピッツバーグ大学 (1974年)
- パデュー大学 (1958年)
- テキサス大学オースティン校 (1929年)
- テキサスA&M大学 (2001年)
- ユタ大学 (2019年)
- バージニア大学 (1904年)
- ワシントン大学 (1950年)
- ウィスコンシン大学マディソン校 (1900年)
- ジョージア工科大学 (2010年)

### 私立大学
- ボストン大学 (2012年)
- ブランダイス大学 (1985年)
- ブラウン大学 (1933年)
- カリフォルニア工科大学 (1934年)
- カーネギーメロン大学 (1982年)
- ケース・ウェスタン・リザーブ大学 (1969年)
- コロンビア大学 (1900年)
- コーネル大学 (1900年)
- ダートマス大学 (2019年)
- デューク大学 (1938年)
- エモリー大学 (1995年)
- ジョージ・ワシントン大学 (2023年)
- ハーバード大学 (1900年)
- ジョンズ・ホプキンス大学 (1900年)
- マサチューセッツ工科大学 (1934年)
- ニューヨーク大学 (1950年)
- ノースウェスタン大学 (1917年)
- プリンストン大学 (1900年)
- ライス大学 (1985年)
- スタンフォード大学 (1900年)
- タフツ大学 (2021年)
- テュレーン大学 (1958年)
- シカゴ大学 (1900年)
- マイアミ大学 (フロリダ州) (2023年)
- ノートルダム大学 (2023年)
- ペンシルベニア大学 (1900年)
- ロチェスター大学 (1941年)
- 南カリフォルニア大学 (1969年)
- ヴァンダービルト大学 (1950年)
- セントルイス・ワシントン大学 (1923年)
- イェール大学 (1900年)

### カナダの大学
- マギル大学 (1926年)
- トロント大学 (1926年)

### かつての会員
- アメリカカトリック大学（英語版） (1900年-2002年)

創立メンバーだが、「大学の重点と精力」 が他の会員と異なるため脱退。
- クラーク大学 (1900年-1999年)

創立メンバーだが、同校の焦点が研究から学部教育に変化したため脱退。
- ネブラスカ大学リンカーン校 (1909年–2011年)

医学部(大学病院)がキャンパスにない事、同校の農学関係の研究費は協会の評価判定の対象外である事などから脱退。
- アイオワ州立大学 (1958年-2022年)

AAUの内部ランキング指標は、NIHからの資金援助が多い教育機関を不当に優遇しており、医学部のない自校の強みが反映されてないと主張し、脱退。
- シラキュース大学 (1966年-2011年)

同校の評価判定から脱退せざるを得なかった。